# Accord de méthode
 (juin 2022).
- Si vous ne connaissez pas le sujet, laissez ce bandeau (vous pouvez alors contacter les auteurs).
- Si vous supprimez le contenu mis en cause (vous pouvez préalablement contacter les auteurs),

argumentez précisément cette suppression dans la page de discussion
(un manque de référence n'est pas un argument ; une recherche réelle de référence doit avoir été effectuée, être formellement documentée).
 (juillet 2022).
Si vous disposez d'ouvrages ou d'articles de référence ou si vous connaissez des sites web de qualité traitant du thème abordé ici, merci de compléter l'article en donnant les références utiles à sa vérifiabilité et en les liant à la section « Notes et références ».
 (mars 2022).
La mise en forme du texte ne suit pas les recommandations de Wikipédia : il faut le « wikifier ».
Les points d'amélioration suivants sont les cas les plus fréquents. Le détail des points à revoir est peut-être précisé sur la page de discussion.
- Les titres sont pré-formatés par le logiciel. Ils ne sont ni en capitales, ni en gras.
- Le texte ne doit pas être écrit en capitales (les noms de famille non plus), ni en gras, ni en italique, ni en « petit »…
- Le gras n'est utilisé que pour surligner le titre de l'article dans l'introduction, une seule fois.
- L'italique est rarement utilisé : mots en langue étrangère, titres d'œuvres, noms de bateaux, etc.
- Les citations ne sont pas en italique mais en corps de texte normal. Elles sont entourées par des guillemets français : « et ».
- Les listes à puces sont à éviter, des paragraphes rédigés étant largement préférés. Les tableaux sont à réserver à la présentation de données structurées (résultats, etc.).
- Les appels de note de bas de page (petits chiffres en exposant, introduits par l'outil «  Source ») sont à placer entre la fin de phrase et le point final[comme ça].
- Les liens internes (vers d'autres articles de Wikipédia) sont à choisir avec parcimonie. Créez des liens vers des articles approfondissant le sujet. Les termes génériques sans rapport avec le sujet sont à éviter, ainsi que les répétitions de liens vers un même terme.
- Les liens externes sont à placer uniquement dans une section « Liens externes », à la fin de l'article. Ces liens sont à choisir avec parcimonie suivant les règles définies. Si un lien sert de source à l'article, son insertion dans le texte est à faire par les notes de bas de page.
- La présentation des références doit suivre les conventions bibliographiques. Il est recommandé d'utiliser les modèles {{Ouvrage}}, {{Chapitre}}, {{Article}}, {{Lien web}} et/ou {{Bibliographie}}. Le mode d'édition visuel peut mettre en forme automatiquement les références.
- Insérer une infobox (cadre d'informations à droite) n'est pas obligatoire pour parachever la mise en page.

Pour une aide détaillée, merci de consulter Aide:Wikification.
Si vous pensez que ces points ont été résolus, vous pouvez retirer ce bandeau et améliorer la mise en forme d'un autre article.
L'accord de méthode était une disposition de droit du travail français. Ce terme désigne la faculté, offerte aux partenaires sociaux, de définir par voie d'accord un certain nombre de dispositions, le cas échéant dérogatoires, en cas de projet de licenciement collectif de 10 salariés au moins par une société qui en emploie au moins 50.
Instauré à titre expérimental par la Loi Fillon de janvier 2003, l’accord de méthode a été pérennisé par la loi de Cohésion sociale du 18 janvier 2005 et intégré au Code du travail sous l'article L1233-21.
Les articles L 1233-21 et suivants du Code du Travail ont été modifiés le 14 juin 2013, pour remplacer l'accord de méthode, par un accord similaire, mais dont le contour règlementaire a évolué. En conséquence, les informations ci-dessous qui concernent l'accord de méthode, peuvent ne plus être toutes applicables.
L'article L1233-21 du Code du travail prévoit que des accords d'entreprise, de groupe ou de branche peuvent fixer, par dérogation aux dispositions des livres III et IV, les modalités d'information et de consultation du comité d'entreprise applicables lorsque l'employeur projette de prononcer le licenciement économique d'au moins dix salariés sur une même période de trente jours. Ces accords peuvent fixer les conditions dans lesquelles le comité d'entreprise est réuni et informé de la situation économique et financière de l'entreprise, et peut formuler des propositions alternatives au projet économique à l'origine d'une restructuration ayant des incidences sur l'emploi et obtenir une réponse motivée de l'employeur à ses propositions. Ils peuvent organiser la mise en œuvre d'actions de mobilité professionnelle et géographique au sein de l'entreprise et du groupe. Ils peuvent aussi déterminer les conditions dans lesquelles l'établissement du plan de sauvegarde de l'emploi fait l'objet d'un accord, et anticiper le contenu de celui-ci.
L'accord de méthode, comme tout Accord d'entreprise, doit recevoir la signature d'un ou plusieurs syndicat(s) représentatif(s) et s'expose donc à la possibilité d'opposition majoritaire de la part des syndicats non signataires. Portant sur les prérogatives du Comité d'entreprise, il doit être soumis à sa consultation préalable. Toutefois, le défaut de consultation ne conduit pas à l'invalidation de l'accord de méthode. Dans la mesure où l'accord de méthode permet de déroger à certaines dispositions du Code du travail, il ouvre une première possibilité d'inversion de la hiérarchie des normes.
Un certain nombre d'employeurs y ont vu la possibilité d'organiser les procédures d'information et de consultation du Comité d'entreprise afin d'éliminer les risques judiciaires lors d'un projet de restructuration. Toutefois, la plupart des employeurs considèrent que la procédure définie par la loi offre une garantie suffisante et, actuellement, des accords de méthode ne sont conclus que pour une petite minorité des procédures (probablement moins de 20 %), ce qui est toutefois loin d'être négligeable. Il semble par ailleurs que dans au moins la moitié des cas, la proposition de négociation d'un accord de méthode émane des représentants du personnel.

## Généralités
La conclusion de tels accords, prévus à l’article L1233-21 du code du travail, permet aux entreprises :
- de déroger à certaines dispositions du code du travail relatives à la procédure d'information et de consultation des représentants du personnel applicables au titre des livres III et IV du code du travail,
- d'organiser la mise en œuvre d'actions de mobilité professionnelle et géographique au sein de l'entreprise et du groupe,
- de déterminer les conditions dans lesquelles l'établissement du plan de sauvegarde de l'emploi fait l'objet d'un accord, et anticiper le contenu de celui-ci.

Ces accords peuvent également être négociés à l’occasion de la négociation triennale sur l’information et la consultation du comité d’entreprise sur la stratégie de l’entreprise et ses effets prévisibles sur l’emploi et les salaires, ainsi que sur la mise en place d’un dispositif de gestion prévisionnelle des emplois et des compétences.
Le bilan des accords conclus entre 2005-2006 confirme l’essor de la négociation sur les restructurations au niveau des entreprises constaté lors de la période d'expérimentation, répondant au souci des partenaires sociaux de sécuriser les procédures en contrepartie d’un renforcement des moyens alloués aux représentants du personnel et/ou au reclassement des salariés concernés. Ainsi, près de 278 accords de méthode déposés auprès des directions départementales du travail, de l’emploi et de la formation professionnelle (DDTEFP) ont été recensés entre le 18 janvier 2005 et le 31 décembre 2006. 218 accords avaient été conclus en 2003 et 2004 durant la phase expérimentale. 
L'analyse des accords déposés dans les directions départementales du travail, de l'emploi et de la formation professionnelle et transmis à la délégation générale à l’emploi et à la formation professionnelle (DGEFP) a permis de dégager une typologie qui ne diffère guère de celle qui avait pu être élaborée au cours de la période d’expérimentation.
À titre liminaire, on constate que les accords ont été négociés essentiellement en Ile-de-France, notamment à Paris et dans les Hauts-de-Seine où sont situés les sièges sociaux des entreprises françaises les plus grandes.
Les chiffres montrent une plus forte anticipation des restructurations du fait notamment, à l’approche de l’échéance de l’obligation triennale de négocier sur la gestion prévisionnelle des emplois et des compétences, de l’expansion des accords de GPEC.

## Entreprises et organisations syndicales signataires

### Les entreprises ayant conclu un accord
Entre le 18 janvier 2005 et le 31 décembre 2006, 278 accords ont été déposés auprès des services du ministère de l’emploi. Ces accords ont été signés dans 225 entreprises. Il n’est pas par contre possible de connaître le nombre d’accords négociés qui n’ont pu aboutir à un accord définitif déposé dans les DDTEFP. 
Neuf accords ont été signés en 2005 dans des entreprises qui avaient déjà conclu un accord pendant la période expérimentale (2003 - 2004).
Peu de grands groupes se sont engagés dans une démarche s’étendant d’emblée à tout le groupe (accord cadre). C’est le cas seulement de 12,5 % des accords et avenants. 
Les accords de méthode ont été signés dans des entreprises de toutes tailles  :
- Les entreprises de moins de 150 salariés représentent plus de 22,4 % des accords déposés entre 2005-2006,
- Les entreprises de 150 à 300 salariés représentent 16 % des accords déposés entre 2005 et 2006,
- 17,3 % des accords concernent les entreprises dont l’effectif est de 301 salariés à 500 salariés,
- 21,2 % des accords concernent les entreprises dont l’effectif est compris entre 500 et 1000 salariés,
- 10,3 % des accords concernent des entreprises dont l’effectif est compris entre 1000 et 2000 salariés,
- Les entreprises de plus de 2000 salariés représentent 12,8 % des accords déposés entre 2005 et 2006.

Ainsi, on constate que 55,7 % des accords déposés concernent des entreprises de moins de 500 salariés et moins de 44,3 % les entreprises de plus de 500 salariés.
Des entreprises appartenant à tous les secteurs d'activité ont conclu des accords de méthode, mais cette répartition est inégale. On constate que quatre secteurs sont plus représentés que les autres : il s’agit de la fabrication de produits pharmaceutiques, le secteur bancaire, les équipementiers automobiles et le secteur alimentaire (6,6 % des accords conclus chacun). La presse et l’édition ainsi que le textile, les télécommunications, l’électronique et la plasturgie viennent ensuite avec environ 4 % des accords. De nombreux secteurs d’activité ont été séduits par une démarche de négociation des restructurations à travers les accords de méthode (associations, voyagistes, assurance, informatique, transports, outillage…). 

### Les accords

#### Moment de la signature des accords
43,3 % des accords ont été signés "à chaud", c'est-à-dire lorsque la procédure avait déjà été engagée. L’intégralité des accords est en lien avec une restructuration devant être conduite à plus ou moins court terme (entre 2 et 21 mois). 

#### Durée des accords
60 % des accords sont signés pour une durée déterminée. L’accord détermine soit le terme précis, soit la fin de la procédure engagée sans pour autant en préciser la date.

#### Signataires
La grande majorité des accords (60,5 %) sont paraphés par la CFDT (71,9 % en 2005, 49,19 % en 2006). Les accords sont signés à 54,9 % par la CGT (59,8 % en 2005, 50,8 % en 2006), alors que la CGC  a signé en apposant sa signature sur 52,6 % des accords (56 % en 2005 et 49,7 en 2006). La CGT-FO a signé 51,4 % des accords (54,1 % en 2005 et 49,1 % en 2006). La CFTC, quant à elle, est signataire de 44,4 % des accords (aucune variation entre 2005 et 2006). Enfin, 16,8 % des accords ont été signés par d'autres fédérations syndicales non représentatives au niveau national : UNSA (Union Nationale des Syndicats Autonomes), SUD, SNU, SNJ (presse), FNCR (transports), Confédération Autonome du Travail, CSE santé (pharmacie), SNIACAM (banque), SNTPCT (audiovisuel), SAPOS (agroalimentaire), syndicats autonomes d'entreprise.
On constate que les accords de méthode sont très souvent signés à l’unanimité et de façon croissante : 30,5 % au moins des accords ont été signés à l’unanimité (17 % en 2005 et 41,7 % en 2006).

## Analyse du contenu des accords
Bien que très divers dans leur contenu et dans les solutions proposées, l'analyse du contenu des accords fait apparaître trois préoccupations principales :
- l'adaptation et la sécurisation des procédures au regard des spécificités de l'entreprise et du calendrier de la restructuration,
- le renforcement du dialogue social et de la concertation au sens large,
- l’anticipation du PSE et l’organisation de la mobilité.

19,6 % d’accords effectuent un lien avec des démarches de gestion prévisionnelle des emplois et des compétences (GPEC). L’essor de la gestion prévisionnelle des emplois et des compétences est marqué en 2006, 30 % des accords déposés concernent la GPEC contre 6 % en 2005. 

### L'adaptation et la sécurisation des procédures au regard des spécificités de l’entreprise et du calendrier de la restructuration

#### L'adaptation au calendrier de la restructuration
Les accords « à chaud » représentent 43,3 %. On constate donc que les acteurs ont dans un premier temps utilisé les accords de méthode pour traiter une restructuration immédiate et qu’en 2006 par une meilleure appropriation de l’outil, ils ont anticipé plus en amont les mutations économiques et adapté la procédure en conséquence. Le développement croissant des accords de gestion prévisionnelle des emplois et des compétences s’inscrit dans cette place de plus en plus importante de l’anticipation.
Afin de s’adapter aux évolutions du contexte économique et aux besoins des partenaires sociaux, certaines entreprises ont conclu plusieurs accords, pour chaque étape de la procédure (Livre IV, Livre III et plan de sauvegarde de l’emploi, opération de cession d’une activité), ou ont prévu la conclusion d'avenants annuels afin de déterminer les phases du projet dans l'année à venir. D’autres, pour des restructurations successives, ont conclu des accords différents sur les modalités de mise en œuvre des procédures d’information – consultation.

#### Un cadrage précis du déroulement des procédures
En général, les accords organisent précisément les consultations, en fixant le nombre de réunions, ainsi qu’un calendrier précis, quitte parfois à modifier les dates par avenant.
L’articulation des procédures est adaptée à la situation de chaque entreprise :
- 115 accords (soit 33,4 %) privilégient une certaine forme de concomitance des procédures d’information et consultation telles que prévues aux Livre IV / Livre III (souvent l’information est donnée au CE au début de la procédure sur le Livre IV et sur le Livre III, la consultation elle-même portant sur le Livre IV puis le Livre III), voire une concomitance complète accompagnée de l’augmentation du nombre de réunions, ou d’une diminution.
- 42 accords (soit 12,2 %) séparent clairement les consultations livre IV et livre III, souvent en retenant le principe de la nomination d’un expert dès le début de la procédure, pour les deux phases de la consultation (ce qui permet généralement de limiter le Livre III à 2 réunions).
- 121 accords (43,5 %) restent muets sur l’articulation, souvent parce qu’ils ne traitent pas directement de la consultation mais seulement du PSE.
- si le nombre de réunions livre III est souvent limité à 2, c’est-à-dire au minimum légal  (même dans l’hypothèse de la désignation d’un expert), leur nombre est parfois augmenté, ces réunions peuvent être ainsi au nombre de 3 à 5.
- les délais séparant les différentes réunions, ainsi que les délais de remise des documents avant les réunions, sont augmentés dans 25 % des accords et réduits dans 6,9 % des accords.

Des phases de concertation préalable sont souvent prévues, parfois dans le cadre de structures ad hoc (20,9 % des accords déposés).
Par ailleurs, l’articulation des consultations du comité central d’entreprise et des comités d’établissement est souvent encadrée : les réunions des comités d’établissement sont en règle générale programmées de façon simultanée dans les jours qui suivent les réunions de comité central d’entreprise. Cependant, certains accords inversent le calendrier habituel, en organisant les deuxième et troisième réunions de comités d’établissement Livre IV avant les réunions de comité central d’entreprise, afin de permettre à ce dernier de centraliser les propositions et observations des comités d’établissement.
Sont parfois organisées des réunions communes entre le comité central d’entreprise et les comités d’établissement – Délégués Syndicaux.
D’autres accords limitent la procédure au comité d’établissement concerné par la restructuration.

#### Les autres voies de recherche d'une sécurisation des procédures
La majorité des accords a essentiellement pour but de sécuriser la procédure, voire de la faire valider. Dans de nombreux cas, alors qu’une procédure de licenciement pour motif économique était déjà en cours, les parties ont entendu se placer dans le cadre d’un accord de méthode pour sécuriser la suite de la procédure. Les réunions qui ont déjà eu lieu sont parfois actées dans l’accord.
Cette volonté de sécurisation se traduit parfois également par l’association des CE et CCE à la négociation de l’accord, même si cela reste rare. 
Certains accords vont jusqu’à acter la renonciation des parties à toute action judiciaire sur : 
- la procédure en cours,
- le projet de réorganisation,
- la mise en œuvre de l’accord de méthode, l’accord définissant dans certains cas une procédure de conciliation préalable à une action contentieuse.

Ces accords s’avèrent néanmoins rares.
Certains accords stipulent que le directeur départemental du travail, de l’emploi et de la formation professionnelle (ou l'inspecteur du travail) est désigné comme médiateur pour les litiges relatifs à l’application de l’accord de méthode, au fonctionnement de la commission de suivi, ou au déroulement de la négociation. Il est par ailleurs envisagé qu’en cas de contestation une réunion extraordinaire soit organisée afin de relancer la négociation de l’accord. Il est envisagé dans plus de la moitié des accords déposés qu’avant tout contentieux sur l’accord les parties se rencontrent et règlent le litige.

### Le renforcement du dialogue social et de la concertation au sens large

#### Le renforcement des moyens des représentants du personnel
Les moyens des représentants du personnel sont majoritairement renforcés, afin de leur permettre de disposer des informations nécessaires et de pouvoir les exploiter :
- augmentation des délais de remise des documents préalablement aux réunions de comité d’entreprise ;
- organisation de réunions préparatoires aux réunions plénières ;
- possibilité de recourir à un expert dès le livre IV dans 34 % des cas ou en amont, afin d’assister le groupe de concertation, sa mission portant sur les deux livres, ou recours à un expert unique sur l’examen annuel des comptes, le droit d’alerte, et les procédures livres IV et III. Toutefois, si les accords ne le prévoient pas, on peut penser que le recours aux experts s’opère dans le cadre de la  procédure par le comité d’entreprise ;
- remplacement des personnels participants aux groupes de travail ;
- financement par l’employeur du recours à un avocat, à un spécialiste du développement local, à un expert (pour effectuer une étude d’impact social et territorial, et évaluer l’adéquation potentielle des salariés et les besoins des entreprises du bassin d’emploi) ou à un conseil extérieur pour réaliser une étude des bassins d’emploi.

#### Des structures parallèles de concertation
Dans 35,7 % accords, il est institué des instances de concertation et de négociation, parfois déclinées en sous-commissions, associant direction, organisations syndicales, comité central d’entreprise et / ou comités d’établissement, leurs experts voire leurs avocats. Cependant, leur objet et leurs modalités de fonctionnement varient : elles peuvent intervenir : 
- en amont de l’information – consultation du comité d’entreprise, pour : 
  - réfléchir sur une nouvelle organisation de l’établissement, ou formuler des propositions alternatives au projet de restructuration,
  - définir les modalités de restructuration, de revitalisation et de reclassement des salariés,
  - fixer les modalités de la poursuite de la procédure,
  - définir les mesures du plan de sauvegarde de l’emploi,
  - suivre l’avancement du processus de mobilité interne.

- en parallèle des réunions du CE au titre des livres IV et III, pour : 
  - assurer le suivi de l’application de l’accord de méthode,
  - élaborer des propositions relatives au livre IV, livre III,
  - définir les mesures du plan de sauvegarde de l’emploi et / ou les conditions applicables aux départs anticipés durant le déroulement de la procédure.

- en aval, pour assurer le suivi : 
  - de la réorganisation,
  - de l’application de l’accord,
  - des reclassements internes,
  - des mesures du plan de sauvegarde,
  - l’appréciation des projets personnels et des reclassements externes (suivi des créateurs et repreneurs d’entreprise par exemple).

Pour mener à bien leurs missions, ces groupes de concertation bénéficient d’un abondement financier, d’heures de délégation supplémentaires et de moyens matériels dédiés, ainsi que de l’assistance d’experts.

#### L'information du personnel
Peu d’accords (19,4 %) prévoient une information du personnel, par le biais de réunions régulières à l’initiative des représentants du personnel, tout au long de la procédure, pendant leur temps de travail (le quota d’heures alloué est très variable : de 3 heures par semaine à 4 heures par salarié pour toute la durée de la procédure). 
Dans ce cadre, la direction met également souvent l’intranet de l’entreprise à la disposition des représentants du personnel pour communiquer sur le contenu du plan de sauvegarde de l’emploi. Certains accords prévoient la possibilité pour les salariés de demander audience auprès de la direction concernée. 

### La recherche par la négociation des conditions d’un reclassement plus efficace par le développement notamment de l’anticipation et du volontariat

#### L’anticipation de la mobilité
25 % des accords organisent l’anticipation de la mise en œuvre du PSE. 
De nombreux accords définissent des mesures anticipatrices de nature à favoriser les mesures de reclassement : entretiens avec la DRH, bilan de compétences, VAE, définition du projet du salarié, présentation des métiers de l’entreprise. 

#### Départs négociés
La question du volontariat (hors question de GPEC) est abordée dans 133 accords (59,1 %). Elle est parfois simplement évoquée, notamment pour affirmer la garantie d’application du plan de sauvegarde de l’emploi aux départs en cours de procédure, ou la poursuite du suivi par l’antenne emploi en cas d’échec du reclassement. 
Les conditions du recours au volontariat sont majoritairement encadrées, et les accords en définissent :
- le champ : reclassement interne et / ou projet personnel externe ;
- le moment : dès le livre IV ou à son issue, ou au cours de la procédure livre III ;
- la durée pour postuler au départ
- la procédure : signature d’une « convention de coopération » entre l’ancien et le nouvel employeur, ou d’une « convention de mise à disposition » tripartite (salarié, ancien et nouvel employeur), recours à une commission de suivi et de validation des projets ; les modalités de la suspension du contrat de travail
- le statut des personnes intéressées : suspension du contrat (ou congé sans solde) pour permettre le reclassement externe et un retour éventuel dans l’entreprise en cas d’échec du reclassement, ou suspension du contrat de travail jusqu’à la notification du licenciement (à la fin du livre III), ou notification anticipée du licenciement (après une autorisation de réduction des délais de notification) par le DDTEFP.
- Les mesures d’accompagnement du volontariat :
  - aide financière à la mobilité (voyage de reconnaissance, participation aux frais d’installation, de déménagement, prise en charge du différentiel de loyer, aide au conjoint, participation au frais de scolarité des enfants ou des frais universitaires, double loyer, formation de langue)
  - une prime d’embauche au futur employeur

Ce volontariat prend plusieurs formes :
- volontariat à la mobilité au sein des entreprises du groupe avec mise en place d’une bourse à l’emploi par voie d’affichage, de messages électroniques ou de courriers individualisés,
- volontariat pour projet personnel (création, reprise d’entreprise),
- volontariat pour bénéficier de mesures d’âge.

Le volontariat est strictement encadré. La rupture peut intervenir à la fin de la procédure d’information et de consultation, mais aussi en cours avec le bénéfice automatique des mesures du plan de sauvegarde de l’emploi. Dans le cadre de cet appel aux départs volontaires, certains accords les sécurisent en prévoyant que la rupture du contrat de travail n’interviendra qu’à l’issue de la période d’essai ou à l’issue d’une période d’adaptation au nouvel emploi. 
Dans le cadre de cet appel au volontariat, la majorité des accords recensés prévoit, avant la fin du livre III, la mise en place d'un espace mobilité emploi chargé d’appuyer les salariés intéressés par le volontariat dans leur démarche de recherche d’emploi.

#### La négociation du plan de sauvegarde de l'emploi et les mesures de reclassement
21,5 % des accords prévoient une négociation sur le contenu du plan de sauvegarde de l’emploi : 
- soit menée en amont de la consultation sur les livres IV et III,
  - pour fixer un socle de mesures plancher, si l'accord de méthode est conclu a froid, le moment venu le PSE devra être adapté en fonction des emplois impactés (voir arrêt de la cour d'appel de Toulouse 08/05784 http://www.legifrance.gouv.fr/affichJuriJudi.do?oldAction=rechJuriJudi&idTexte=JURITEXT000020228219&fastReqId=1098210048&fastPos=2 ) adapter un accord conclu lors d'une précédente restructuration,
  - pour définir la mise en œuvre anticipée du PSE, à différents moments de la procédure (en amont ou à l’issue de la procédure livre IV, après la première réunion livre III), ou uniquement de la cellule de reclassement ;
- soit menée parallèlement à la consultation sur les livres IV et III, lors de réunions intermédiaires à celles du comité d’entreprise ;

Parfois, l’employeur s’engage à : 
- maintenir l’emploi pendant une période définie,
- proposer une solution individuelle à tous les salariés concernés par les restructurations futures, voire une proposition ferme de reclassement interne avant toute rupture de contrat,
- geler les licenciements sur une période déterminée, ou dans l’attente de la décision finale d’un éventuel repreneur (avec une date butoir fixée après la dernière réunion d’information consultation),
- offrir des postes à la mobilité sur une période donnée,
- financer des actions de revitalisation du bassin d'emploi (19 entreprises).

Aucun accord ne privilégie une logique purement indemnitaire. Si 76 accords (soit 27,3 %) précisent le montant des indemnités extra conventionnelles, tous ces accords traitent également des mesures de reclassement interne ou externe. Cela est notamment très marqué en 2006, où seuls 37 accords, soit 19 % des accords déposés, précisent l’indemnité qui sera versée aux salariés.
De nombreux accords définissent avec précision les modalités de mobilité et de reclassement interne, les missions du prestataire chargé du suivi de ces reclassements ainsi que des reclassements externes, et prévoient la mise en œuvre anticipée de la cellule de reclassement et des reclassements internes, avant la fin de la procédure d’information – consultation du comité d’entreprise, afin d’en accroître l’efficacité.
Les conditions du recours au volontariat sont également encadrées, et souvent accompagnées de la garantie d’application du plan de sauvegarde de l’emploi aux départs en cours de procédure, ou de la poursuite du suivi par l’antenne emploi en cas d’échec du reclassement.
Certaines mesures de reclassement font l’objet de développement particulier : 
- Le congé de reclassement

De manière générale, les accords reprennent les dispositions légales applicables au congé de reclassement (durée, rupture, modalités). Les dispositions ont surtout comme objectif de faire connaître aux salariés leur droit avant la rupture du contrat de travail. La durée du reclassement varie parfois en fonction de l’âge du salarié licencié. Il est cité dans 19 % des accords déposés. 
- Une prime au reclassement rapide

Au-delà de l’indemnité extralégale et conventionnelle de licenciement, certains accords stipulent que l’entreprise versera des indemnités supplémentaires en cas de reclassement rapide. Il s’agit le plus souvent de verser aux salariés les sommes qu’ils auraient perçues dans le cadre du congé de reclassement.
- L’aide à la création et reprise d’entreprise

98 accords (35,2 %) traitent de la question de la reprise ou création d’entreprise par les salariés dont l’entreprise est en restructuration. Les accords prévoient notamment :
- - le versement d’une aide financière de 3 000 € à 20 000 € selon l’entreprise après attestation de l’immatriculation de la société, ou preuve de son existence
  - un appui et un conseil à l’élaboration du projet
  - une aide aux formalités administratives
  - une aide à l’embauche de salariés de l’entreprise
  - un suivi après la création ou la reprise d’entreprise.

- Un suivi renforcé pour les seniors

86 accords (soit 25 %) prévoient, soit des mesures de préretraites maison, soit une demande du bénéfice de l’ASFNE. Certaines mesures du PSE sont par ailleurs réservées, soit aux salariés ayant le plus d’ancienneté, soit les plus âgés, notamment s’agissant d’une durée d’accompagnement plus longue. La cellule de reclassement voit ses moyens renforcés pour traiter spécifiquement ces salariés. Certains accords prévoient enfin des primes plus importantes en considération de l’âge et ce quelle que soit l’ancienneté du salarié dans l’entreprise.
- La prise en charge de la mutuelle

Afin de sécuriser les reclassements externes, certaines entreprises offrent pendant une durée limitée de 3 mois à un an le bénéfice de la mutuelle d’entreprise.

## Études
- Les accords de méthode et leur impact sur les procédures d’information et de consultation, Revue de l'IRES n° 50 - 2006/1, une analyse de huit accords dans la revue de l'IRES

- Bilan du volet mutations économiques de la loi de cohésion sociale établi par la DGEFP, avec de longs développements sur les accords de méthode